# Дом купца Селюгина (Опочка)
Дом купца Селюгина — историческое здание в городе Опочке, Псковская область. Расположен на улице Ленина (бывшая Великолуцкая), современный адрес — улица Ленина, 67. Объект культурного наследия России регионального значения. Образец купеческого особняка ранней эклектики, построенный в традициях местной кирпичной архитектуры с использованием элементов классицизма, барокко, неоготики. 

## История

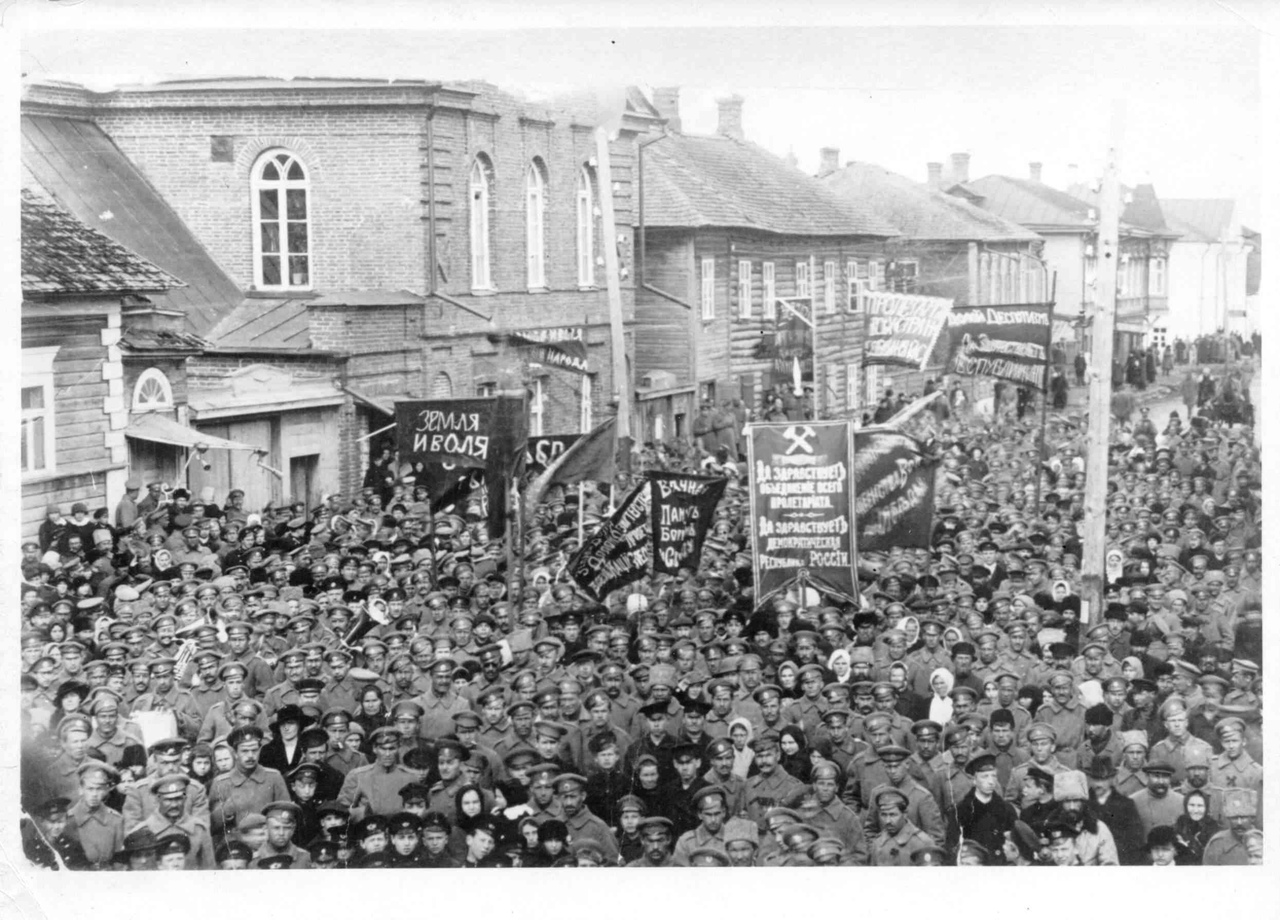
Митинг на Великолуцкой улице, слева виден дом Селюгина. Фото 1917 года

Памятник атрибутируется как дом Селюгина по свидетельству старожилов. Возможно, дом принадлежал опочецкому купцу Владимиру Александровичу Селюгину. По словам жильцов, до недавнего времени на фасаде сохранялась дата постройки «1871», никаких следов которой теперь не заметно. Первоначально, но недолго нижний этаж дома использовался как магазин — об этом свидетельствуют тщательно переделанный в окно дверной проём на главном фасаде (крайний справа) и широкий воротный проём со стороны двора — с юга, позднее переделанный в обычную дверь. Верхний этаж, очевидно, со времени постройки был жилым. 
В 1935—1937 годах в доме размещался погранотряд. первый этаж был занят продовольственными складами, а на втором этаже размещался начальник погранотряда. Дом был значительно перестроен. В начале июля 1941 года дом Селюгина, как и почти все здания на улице Ленина, был сожжён отступавшими советскими войсками.
После войны сохранились лишь коробка дома, которую приспособили под жилье. В 1962 году экстерьер и интерьер дома снова претерпели значительные изменения. Оконные проёмы второго этажа, выходящие на главный фасад, лишились своих полуциркульных завершений. Были сделаны плоские железобетонные перемычки, а полуциркульные завершения заложены кирпичом. Тогда же ряд оконных и дверных проёмов были заложены, а вместо них пробиты новые. При ремонте изменено местоположение лестницы, ведущей в верхний этаж дома. Для расширения внутренней площади лестницу вынесли из каменного крыльца в новую деревянную пристройку, надстроили над крыльцом второй этаж, исказив главный фасад дома. В настоящее время здание жилое, требуется капитальный ремонт.

## Архитектура
Главным фасадом в 3 оси дом поставлен по красной линии улицы Ленина. Остальными фасадами обращён на «свой» участок — брандмауерных стен не имеет. Дом двухэтажный, кирпичный, с плоскими деревянными перекрытиями по балкам. Прямоугольный в плане объём здания под двухскатной крышей вытянут вглубь участка. С южной стороны к дому примыкает первоначальное кирпичное крыльцо. Нижний и верхний этажи имеют аналогичную планировку, в каждом этаже по 8 помещений, разделённых между собой капитальными стенами. Все помещения сообщаются между собой дверными проёмами, местами заложенными при перепланировках. В южной пристройке (крыльце) размещались вход в нижний этаж, лестница в верхний жилой этаж и 2 ретирады. До переделок 1962 года вход на лестницу был устроен с улицы. Перекрытие и кровля крыльца были устроены параллельно лестничному маршу так, что на главном фасаде дома крыльцо выглядело одноэтажным, повышаясь далее до уровня двух этажей. Верхняя часть крыльца в пределах лестничного рундука и ретирады решена в виде ризалита. 
Декор фасадов разнороден по стилистике, но объединён общей «кирпичной» интерпретацией. Фасады дома неоштукатурены, сохранили большую часть первоначального декора. Парадно решен главный фасад. Углы основного объема дома «закреплены» широкими плоскими филёнчатыми лопатками, в уровне верхнего этажа переходящими в цепи рустов. Тонкие междуэтажная и подоконная тяги членят фасад по вертикали. Плоские наличники с сандриками оформляют окна, в нижнем этаже имеющие 1,5 квадрата, в верхнем — 2 квадрата с полуциркульным завершением. Мощный карниз классического профиля обрамляет полуфронтон, завершающий фасад. Полуфронтон прорезан стрельчатым окном чердака. Пристройка парадного входа имела железный зонт над дверью и завершалась парапетом. Единственным декоративным элементом остальных фасадов является тот же венчающий карниз дома. Торцы объемов дома завершены полуфронтонами, аналогичными применённому на главном фасаде. Материал стен — кирпич, кладка цепная. Основные габариты дома: без крыльца 11,0 х 17,0 м. Высота до карниза 9,0 м, крыльцо: 3,2 х 11,5 м.
До 1962 года к западному фасаду здания примыкал сложенный из валунов склад, Г-образный в плане, построенный, судя по характерному отпечатку на фасаде, ранее самого дома. Хорошо прослеживаются габариты этого сооружения с высокой крышей. Сохранилась и часть валунных фундаментов.